# Кућа др Арчибалда Рајса
Кућа др Арчибалда Рајса се налази у Београду, у Булевару војводе Мишића 73, код Цареве ћуприје. Представља непокретно културно добро као споменик културе.

## Арчибалд Рајс
Арчибалд Рајс (1875-1929) је био швајцарски форензичар, публициста, доктор хемије и професор на Универзитету у Лозани. Истакао се као криминолог радом на истраживању злочина над српским становништвом у време Првог светског рата.

## Изглед куће
Пошто је после Првог светског рата Арчибалд Рајс остао да живи у Београду, у знак народне захвалности, поклоњен му је 1921. године плац у Топчидеру, на коме је он по пројекту грађевинара Лазара Лацковића подигао кућу, коју је назвао вила „Добро поље“, у знак сећања на место у Македонији где се одиграла једна од пресудних битака на Солунском фронту 1918. године. Освећена је 8. маја 1921. у присуству престолонаследника Александра, војводе Бојовића и других. Истог дана је крштена супруга његовог послужитеља Алфреда, под именом Сава-Нада, а у кући је одвојена соба и за његовог секретара и ветерана Микића и његову супругу.
Кућа је изграђена по угледу на сеоске куће, као једноставна, приземна, са само четири просторије, са тремом са три лука на два дрвена стуба обојена бојама српске државне заставе. Унутрашњост куће била је уређена у духу Рајсових идеја о српском селу, његовом духу и менталитету, са жељом да асоцира на земљу и људе које је искрено волео.

## Оставштина Др Рајса
Тестаментом депонованом у Лозани веома прецизно поделио сва материјална добра, међу којима и куће у Београду и у Скопљу. Вилу „Добро поље“ је оставио Београду под условом да је његови послужитељи и пријатељи, швајцарски пар Фавра и њихова деца, користе док год живе у Југославији. Скопску кућу „Душановац“ оставио је као дар Фавровима, ако се не одселе у Швајцарску. У случају да они напусте Југославију, Рајс је завештао куће српским ратницима који су после рата живели у крајњој беди.
Тестамент није испоштован и данас кућа као споменик културе није адекватно одржавана и склона је урушавању.